# 8410 Hiroakiohno
8410 Hiroakiohno è un asteroide della fascia principale. Scoperto nel 1996, presenta un'orbita caratterizzata da un semiasse maggiore pari a 3,2357330 UA e da un'eccentricità di 0,1701398, inclinata di 2,73607° rispetto all'eclittica.